# آسیاب‌آبی محلات
آسیاب آبی محلات مربوط به دوره قاجار است و در محلات، سرچشمه محلات واقع شده و این اثر در تاریخ ۲۵ آبان ۱۳۸۷ با شمارهٔ ثبت ۲۳۷۸۶ به‌عنوان یکی از آثار ملی ایران به ثبت رسیده است.